# Reuben Leon Kahn
Reuben Leo Kahn (Kovno, 26 luglio 1887 – Miami, 22 luglio 1979) è stato un immunologo lituano naturalizzato statunitense. Fu docente all'università del Michigan dal 1951 al 1957.
È conosciuto per aver investigato sulle reazioni che avvengono nel sangue e per aver messo a punto il test di Kahn per rilevare la sifilide.